# Vettii
La gens Vettia était une famille plébéienne de la Rome antique. Elle apparut à la fin de la République. Les Vettii prirent ensuite de l'importance sous l'Empire, lorsque leur nom apparaissait souvent dans les Fastes consulaires.

## Branches et cognomen
Une branche des Vettii vivait dans la ville de Vezza d'Alba, qui prit d'ailleurs son nom. Même à Pompéi, on trouve des traces de propriétaires appartenant à la gens : Aulus Vettius Caprasius Felix était propriétaire de deux propriétés, tandis qu'Aulus Vettius Restitutus et Aulus Vettius Conviva, riches affranchis, vivaient dans la célèbre maison des Vettii, l'un des plus grands exemples. de l'art romain et de l'architecture du Ier siècle. À Pompéi, la famille Vettii était l'une des plus riches en 79 apr. J.-C., année de l'éruption qui détruisit la ville. Dans la ville de Teramo, cependant, on a trouvé une inscription sépulcrale qui parle d'un Gaius Vettius C. f. Laetus et sa mère Vitellia C. f. Taertia. Une hypothèse étymologique fait remonter l'origine du nom de la ville d'Avezzano au prédiale Ad Vetianum ou Ad Vettianum. En fait, le lieu aurait été fréquenté à l'époque romaine par la gens Vezzia,.

## Membres

### Sous la République
- Titus Vettius, chevalier romain, il est le leader de la révolte des esclaves de Campanie en -104.
- Titus Vettius Sabinus, préteur en 59 av. J.-C.
- Lucius Vettius, chevalier romain du Picénum, partisans de Catilina.
- Quintus Vettius Vetianus, orateur d'origine Marse, cité par Cicéron dans son Brutus.

### Sous le Principat

#### Vettii Bolani
Les Vettii Bolani sont probablement originaire de Mediolanum.
- Marcus Vettius Bolanus, (v.25 - v.93), consul suffect en 66, proconsul d'Asie;
  - Marcus Vettius Bolanus, (v.65 - ap.111), consul en 111;
  - (Vettius) Crispinus, (v.79 - ap.95), fils adoptif de Caius Clodius Crispinus?;

#### Vettii Sabiniani
Les Vettii Sabiniani sont originaires de Thuburbo Maius, dans la province d'Afrique, ils sont inscrits dans la tribu Voltina.
- Caius (Vettius Sabinianus), (v.110 - ?)
  - Caius Vettius Sabinianus Iulius Hospes, (v.130 - ap.191), consul suffect, proconsul d'Afrique;
    - (Caius Vettius Gratus Sabinianus), (v.160 - ?)
      - Gaius Vettius Gratus Sabinianus, (v.188 - ap.222), consul en 221;
        - Gaius Vettius Atticus Gratus Sabinianus, (v.210 - ap.242), consul en 242;
        - ? Vettius Gratus, (v.217 - ap.250), consul en 250;
          - ? (Vettia), (v. 240/5 - ?), épouse un Sattius;
          - ? (Caius Vettius) Gratus, (v.245 - ap.280), consul en 280;
            - Gaius Vettius Cossinius Rufinus, (v.265 - ap.318), consul en 318;
              - (Vettia), (v. 290 - ?), épouse de Gabinius Barbarus Pompeianus;
              - Vettius Rufinus, (v.290 - ap.323), consul en 323;
                - Vettius Agorius Praetextatus, (v.320 - 12/384), Préfet de Rome en 367/368[b 1],[b 2];
                  - (Vettius Agorius), (v.360 - ?);
                    - ? (Vettius Agorius), (v. 390 - ?);
                      - ? Vettius Iunius Valentinus, (v.420/30 - ?), Préfet de Rome vers 455/76[b 3];
                        - Vettius Agorius Basilius, (v.460/70 - ?), viri spectabiles
                          - ? Vettius Agorius Basilius Mavortius, (v.490 - ap.527), consul en 527;

                        - Vettius Agorius Anastasius, (v.460/70 - ?), viri spectabiles

              - Vet(tius?) Publilius Potitus, (v.290/5 - v.300)vir puer[b 4].
              - Vettius Iustus, (v.295 - ap.328), consul en 328;
                - (Vettius) Justus, (v.320 - ?), Gouverneur du Picénum;
                  - Iustina, (v.340 - 388), épouse de Magnence puis de Valentinien Ier;
                  - (Vettius) Constantinus, (v.345 - ap.370);
                  - (Vettius) Cerealis, (v.345 - ap.370);

      - ? (Vettia), (v.190/5 - ?), épouse de Gaius Asinius Lepidus ;
      - ? Vettius Scipio Orfitus, (v.195 - ap.v.230);

#### Vetti Aquilini
- Caius Vettius Aquilinus, (v.150 - ap.180/4) patronus sacerdotum domus Augustae[b 5];
  - ? (Vettius Aquilinus), (v.175 - ?);
    - ? (Vettius Aquilinus), (v.200 - ?);
      - ? (Vettius Aquilinus), (v.225 - ?);
        - ? Vettius Aquilinus, (v.250 - ap.286), consul en 286[b 6];
          - ? (Vettius Aquilinus), (v.275 - ?);
            - ? Caius Vettius Aquilinus Iuvencus, (v.300 - ap.329/330), poète;

#### Vettii Valens
Les Vettii Valens sont originaire de Rimini, ils sont inscrits dans la Tribu Aniensis.
- Marcus (Vettius), (v. -10 - ?);
  - Marcus Vettius Valens, (v. 15 - ap. 66), tribun de cohorte, procurateur[4];
    - Marcus (Vettius), (v. 40 - ?);
      - Marcus Vettius Valens, (v. 65 - ap. 117), duumvir[b 7];
        - Marcus Vettius Valens, (v. 90 - ap. v. 135), légat de la legio XV Apollinaris[b 8];

#### Autres
- Vettius Valens, (120 - v. 175), astronome romain.
- Caius Praecellius Augurinus Vettius Festus Crispinianus Vibius Verus Cassianus, (v. 140 - ap. v. 175), tribun de la Legio VII Gemina [b 9]
- Marcus Flavius Sabarrus Vettius Severus, (v. 160/80 - ?), proconsul d'Afrique vers 210/30[b 10].
- Vettius Proculus, (v. 200/50 - ?), vir clarissimus, curateur des routes[b 11]
- Vettius Piso Severus, (v. 285 - ap.v. 315), vir clarissimus, curateur[b 12]